# Georg von Reichenbach

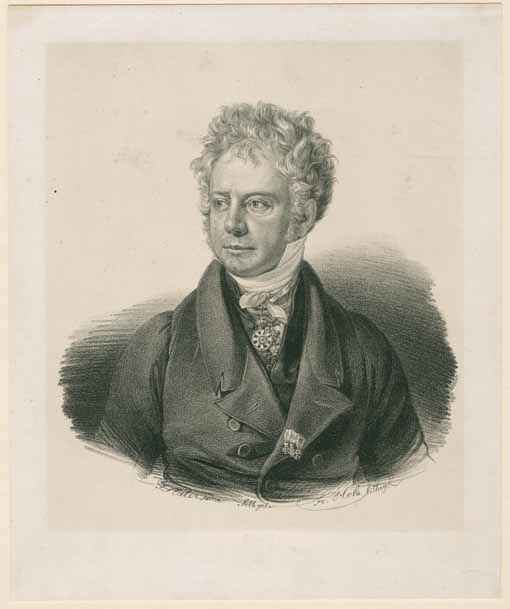
Georg Friedrich von Reichenbach, um 1825, Lithographie von Joseph Karl Stieler

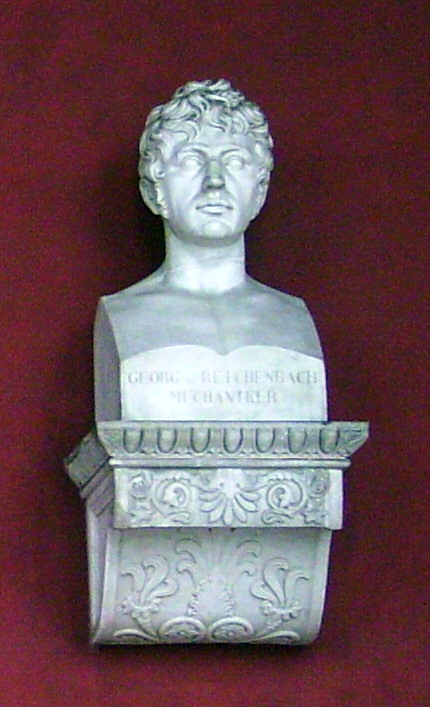
Büste Reichenbachs in der Ruhmeshalle, München

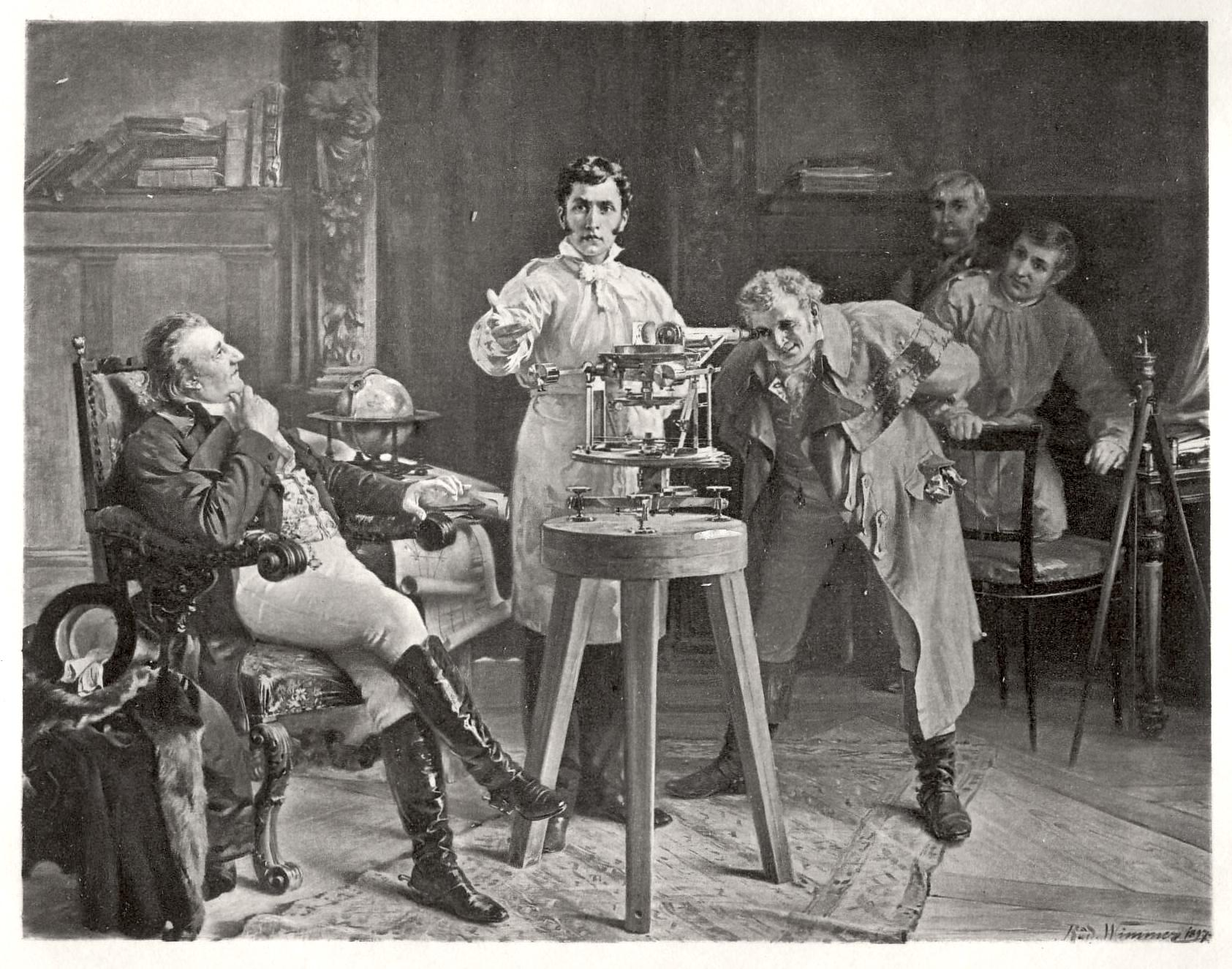
Georg von Reichenbach (rechts) neben Joseph von Fraunhofer (Mitte, das Spektroskop demonstrierend), Gemälde von Rudolf Wimmer

Georg Friedrich Reichenbach, ab 1813 von Reichenbach (* 24. August 1771 in Durlach; † 21. Mai 1826 in München), war ein bayerischer Erfinder, Ingenieur und leitender Beamter.
Reichenbach gilt als Mitbegründer der Optomechanischen Industrie in Bayern. Er war einer der Gründer des Mathematisch-Feinmechanischen Instituts und des einige Jahre jüngeren Optischen Instituts, den Wirkungsstätten von Joseph von Fraunhofer, die beide mit ihren geodätischen und astronomischen Instrumenten Weltruf erlangten.
Er gilt auch als Wegbereiter der Dampfmaschine in Bayern. Durch die Erneuerung und Erbauung der Berchtesgaden-Rosenheimer Soleleitung mit ihren Wassersäulenmaschinen hat er allerhöchste Anerkennung erfahren. Er wurde Oberberg- und Salinenrat und als Direktor des Ministerial-Baubüros Leiter des Straßen-, Brücken- und Wasserbaus in ganz Bayern.

## Leben
Reichenbach war der dritte Sohn des Geschützbohrmeisters Johann Friedrich Reichenbach, der 1772 von Kurfürst Karl Theodor zum Leiter des neuen kurpfälzischen Geschützbohrwerkes in Mannheim berufen wurde. Der junge Reichenbach besuchte die Elementar- und Lateinschule und vier Jahre lang die dortige Militärschule, lernte aber auch praktische mechanische Arbeit in der Werkstatt seines Vaters. Er interessierte sich für die astronomischen Instrumente in der von Abbé Roger Barry geleiteten Mannheimer Sternwarte und brachte sich selbst die zu ihrem Verständnis notwendigen mathematischen Kenntnisse bei. Als er schließlich einen eigenen Spiegelsextanten anfertigte, machte Abbé Barry den Grafen von Rumford auf ihn aufmerksam, der veranlasste, dass er mit kurfürstlicher Förderung 1791 in Begleitung des acht Jahre älteren und mit den dortigen Verhältnisses bereits vertrauten Joseph Baader nach Großbritannien reiste, um die führenden Betriebe der industriellen Revolution kennenzulernen. So sah er bei Boulton & Watt in Soho, Birmingham, den Bau von Dampfmaschinen, verbrachte einige Zeit in einer größeren Eisengießerei, traf Jesse Ramsden und besuchte die größeren Sternwarten. In Edinburgh ließ er sich in höherer Mathematik fortbilden. 1793 kehrte er nach Mannheim zurück, wo er zum Leutnant der Artillerie ernannt wurde und im Rahmen der Rumfordschen Modernisierung der Bayerischen Armee im Geschütz-Gieß- und Bohrhaus tätig war. 1796 wurde er ans Zeughaus in München versetzt. Hier stellte er fest, dass es keine einzige Werkstatt für mathematische oder astronomische Instrumente gab und man sich auch für einfache Reparaturen an die Werkstatt Brander bzw. Höschel in Augsburg wenden musste. Er begann daher, in seiner Freizeit mit einer selbst gebauten kleinen Kreisteilungsmaschine zunächst Winkelinstrumente für die Forstkammer und kleine Spiegelsextanten herzustellen. Da mit diesen Instrumenten jedoch nur ganze Minuten abgelesen werden konnten, dachte er über eine wesentlich genauere Teilungsmethode nach, deren Grundprinzip er 1800 fand, als er in Cham im Quartier lag.
1801 wurde der mittlerweile zum Hauptmann beförderte Reichenbach beauftragt, in Amberg die später als Königlich Bayerische Gewehrfabrik bekanntgewordene erste Fabrik Bayerns zu errichten, in der im industriellen Maßstab produziert wurde. 1806 folgte dem ein Gieß- und Bohrhaus in Augsburg.
1802 hatte er die Planung seiner Kreisteilungsmaschine abgeschlossen und vereinbarte mit dem Feinmechaniker Joseph Liebherr ihren Bau in seiner Werkstatt. Zu der Zeit lernte er Ulrich Schiegg kennen, für dessen Observatorium im Gebäude der Bayerischen Akademie der Wissenschaften in der Alten Akademie er zwei astronomische Instrumente in der Werkstatt anfertigte. Durch Schiegg lernte er auch Joseph Utzschneider kennen, der bereit war, das zur Erweiterung des Geschäfts erforderliche Geld zur Verfügung zu stellen und so gründeten die drei 1804 das anfänglich Mechanische Werkstätte genannte Mathematisch-Feinmechanische Institut. Gleich danach wurde der junge Fraunhofer eingestellt, der von Reichenbach mit den Worten begrüßt wurde: Das ist der Mann, den wir suchen; der wird leisten, was uns noch fehlt. Das Unternehmen war zwar erfolgreich, aber die von Reichenbach angestrebte Perfektion ließ sich ohne das benötigte Flintglas nicht erreichen, das damals nur in Cork und Birmingham hergestellt, oft nicht in der benötigten Qualität und Menge und nach Napoleons Kontinentalsperre gar nicht mehr erhältlich war. Um dem abzuhelfen, richtete Utzschneider 1806 in dem kurz zuvor von ihm erworbenen säkularisierten Kloster Benediktbeuern eine Hütte für optisches Glas ein, die zunächst von Pierre-Louis Guinand, ab 1807 von Fraunhofer geleitet wurde. 1809 wurde von Utzschneider, Reichenbach und Fraunhofer das Optische Institut in Benediktbeuern gegründet, das das optische Glas herstellte und gemäß einer Preisliste an das Mathematisch-Feinmechanische Institut lieferte.
Neben seinen Aufgaben als Offizier und seiner feinmechanischen Arbeit war Reichenbach als Maschinenbauer immer wieder mit der in Bayern noch neuen Dampfmaschine befasst. Schon 1803 stellte er eine Dampfmaschine für den Prägestock der Münze her. Im Auftrag der Regierung fertigte er ein funktionsfähiges Modell einer Dampfmaschine für die Universität Landshut an. Weitere Ideen über transportable Dampfmaschinen erörterte er 1816 in einer Denkschrift an die Bayerische Akademie der Wissenschaften, die Joseph Baader zu einem geharnischten Protest veranlasste.
Die Erneuerung der Soleleitung von Bad Reichenhall nach Traunstein und der Bau des Abzweigs von Siegsdorf nach Rosenheim war das wichtigste Vorhaben des 1807 zum Generaladministrator der Salinen ernannten Utzschneider. Der anfänglich für die Erneuerung der Pumpen bestimmte Joseph Baader wollte keinen verbindlichen Fertigstellungstermin zusagen und zerstritt sich mit Utzschneider. Deshalb wurde das von Reichenbach geleitete Mathematisch-Feinmechanische Institut zu einem Angebot aufgefordert und im Juni 1807 aufgrund eines Befehls König Maximilians I. entsprechend beauftragt. Lediglich der Bau der Pumpen im Brunnhaus Fager und Seebichl verblieben bei Baader. Diese Entscheidung war der Anlass zu einer erbitterten Fehde zwischen Baader und Reichenbach, in der er Reichenbach immer wieder herabwürdigte, aber stets von den Fakten widerlegt wurde. Reichenbach entwickelte seine erste Wassersäulenmaschine, von der er vor der Produktion sicherheitshalber ein Modell anfertigte und dem König vorführte. Im August konnte er dem König die Aufstellung der ersten Maschine vom Typ I in Unternesselgraben anzeigen. Im Zuge des Baus des Abzweigs Siegsdorf–Rosenheim baute Reichenbach eine verbesserte Version (Typ II) seiner Wassersäulenmaschine. Die ersten vier Maschinen baute Reichenbach in München im Mathematisch-Feinmechanischen Institut, dann wurden die Maschinen nach Reichenhall in eine größere Werkstatt gebracht, in der die Wassersäulenmaschinen vom Typ II hergestellt wurden. Ende des Jahres 1810 war die gesamte Leitung vollendet, deren Leistung rund ein Drittel über der vertraglich geforderten lag. Zur Anerkennung wurde Reichenbach geadelt und zum Oberberg- und Salinenrat ernannt.
Er erweiterte anschließend die Werkstatt in Reichenhall um eine Hammerhütte mit Rennschmiede, Hammerwerk, Walzwerk und einer Pfannenschmiede, mit der auch die Salinen in Traunstein und Rosenheim versorgt wurden. Deren erhöhte Leistung erforderte eine neue Loch- und Schneidemaschine für die Bleche.
1811 nahm Reichenbach seinen Abschied vom Militär, um sich ganz seinen Aufgaben im Mathematisch-Feinmechanisches Institut widmen zu können. Dabei wurde er von König Maximilian I. in den Adelsstand erhoben.
In diesem Jahr erschien auch Reichenbachs Schrift Theorie der Brücken-Bögen und Vorschläge zu eisernen Brücken in jeder beliebigen Grösse, in der er Brücken aus gusseisernen Rohren vorschlug. Für die 1813 durch ein Hochwasser zerstörte Isarbrücke über den rechten Arm des Flusses reichte er einen entsprechenden Entwurf ein, aber nach einer Verfügung des Königs wurde schließlich eine Steinbrücke gebaut. In den 1830er Jahren ließ sich Antoine-Rémy Polonceau von seinen Theorien zum Bau der Pont du Carrousel in Paris anregen, der weitere Röhrenbrücken folgten.
Montgelas beauftragte ihn anschließend mit den Brunnwerken und Rohrleitungen für das Allgemeine Krankenhaus und den neu angelegten Botanischen Garten.
Im September 1811 reiste er auf Einladung von Pierre-Simon Laplace nach Paris, um Instrumente für das Pariser Observatorium aufzustellen, wo er auch zur Teilnahme an den Sitzungen des Bureau des Longitudes eingeladen wurde.
Liebherr schied 1812 aus dem Unternehmen aus und gründete eine neue Firma unter der Firma Utzscheider, Liebherr und Werner.
1814 führten unterschiedliche Geschäftsauffassungen zur Trennung von Reichenbach und Utzschneider. Auf Reichenbachs Wunsch schieden Utzschneider 1814 aus dem Mathematischen und Reichenbach aus dem Optischen Institut aus.
Danach unternahm er eine längere Reise nach Neapel, die er trotz seefahrtstechnischer Schwierigkeiten heil überstand, um im dortigen Observatorium seinen ersten Meridiankreis aufzustellen.
Reichenbach nahm im August 1815 Traugott Ertel als Gesellschafter in sein Mathematisch-Feinmechanisches Institut auf, der dort zuvor als Meister tätig war. Im November 1815 kaufte Reichenbach das Haus Liebherrs und zog mit dem Mathematischen Institut dort ein.
Reichenbach baute in dem Mathematisch-Feinmechanischen Institut insbesondere transportable Instrumente. Er schuf dabei den Typus des Theodolit, der in den folgenden vierzig Jahren bei den Landesvermessungen in Deutschland verwendet wurde und verbesserte den bei der bayerischen Steuerkataster-Kommission mehrere Jahre eingesetzten Messtisch, für den er den Reichenbach-Distanzmesser entwickelte.
Berühmt wurden die großen, mit Fraunhofer-Objektiven ausgestatteten astronomischen Instrumente, die Reichenbach u. a. 1819 an die von Carl Friedrich Gauß geleitete Sternwarte Göttingen und an die von Friedrich Wilhelm Bessel geleitete Sternwarte Königsberg lieferte. Weitere Kunden des Mathematisch-Feinmechanischen Instituts waren die Observatorien in Prag, Warschau, die Universität in Pest, die auf dem Blocksberg in Ofen neu erbaute Sternwarte, die Universitätssternwarte Wien, das Pariser Observatorium, das Astronomische Observatorium Uppsala, die Sternwarte Dorpat, das Observatorium der Universität Kopenhagen, das Osservatorio Astronomico di Brera in Mailand, das neue Osservatorio Astronomico di Capodimonte in Neapel, die Sternwarte Lilienthal bei Bremen, die Mannheimer Sternwarte und die Sternwarte in München.
1816 erhielt das Mathematische Institut Reichenbach-Ertel den Auftrag, eine Soleleitung vom Salzbergwerk Berchtesgaden nach Reichenhall zu bauen, da aufgrund der jahrhundertelangen intensiven Waldnutzung und des eingeschränkten Einzugsgebietes in Berchtesgaden die Brennstoffversorgung schwierig war. Der niedrige Übergang über den Hallthurm lag damals teils auf Salzburger Gebiet und schied, nachdem Salzburg 1816 an Österreich abgetreten worden war, daher für die Trassenführung aus. Deshalb musste eine 29 km lange Leitung über die Schwarzbachwacht (das Wachterl) und Unterjettenberg nach Reichenhall geführt werden. Diese Soleleitung überwand oberhalb der beiden Brunnhäuser Pfisterleite und Ilsank einen Höhenunterschied von 90 m bzw. 355 m. Ein so großer Höhenunterschied war nie zuvor mit einer Rohrleitung überwunden worden. Für die Wirkung der dabei auftretenden Drücke auf Pumpen und Rohre lagen kaum praktische Erfahrungen vor. Reichenbach musste deshalb einen neuen Typ III konstruieren, den er der Einfachheit halber in beiden Brunnhäusern einsetzte. Diese Wassersäulenmaschinen wurden später als seine Meisterwerke bezeichnet. Am Sonntag, dem 21. Dezember 1817 wurde die Soleleitung im Beisein des Königs und von zahlreichen hochrangigen Persönlichkeiten feierlich eröffnet. Zu Anerkennung erhielt er eine lebenslange Rente von 1200 Gulden.
1818 richtete er in Wien im gerade eröffneten k.k. Polytechnischen Institut eine Werkstätte für mathematische und astronomische Instrumente mit allen Geräten und Werkzeugen einschließlich einer Kreisteilungsmaschine ein, wofür er mit dem Leopold-Orden ausgezeichnet wurde.
1820 wurde Reichenbach unter Beibehaltung seiner Stelle als Oberberg- und Salinenrat zum Direktor des Ministerial-Baubüros ernannt und wurde damit Leiter des Straßen-, Brücken- und Wasserbaus in ganz Bayern.
Da ihm deshalb kaum noch Zeit für Astronomie und Instrumentenbau blieb, verkaufte er 1821 seine Anteile und somit das komplette Mathematisch-Feinmechanische Institut an Traugott Ertel.
1821 stellte er die in Augsburg im Wasserwerk am Roten Tor errichteten neuen Pumpwerke fertig. Im Tal der Weißach nahe beim Tegernsee errichtete er eine Marmor-Säge- und Poliermaschine. Im gleichen Jahr erhielt er den von König Maximilian vermittelten Auftrag von Kaiser Franz I., in Wien ein Geschützbohrwerk aufzubauen, das 1923 fertig wurde. In dieser Zeit führten die bayerischen Eisen-Hochöfen und Giessereien viele von ihm vorgeschlagene Verbesserungen ein.
Der rastlos tätige Reichenbach befasste sich auch mit zahlreichen anderen Angelegenheiten. So entwarf er Pläne für den Ludwig-Donau-Main-Kanal, für Schiffsantriebe, für einen Stromgeschwindigkeitsmesser und arbeitete an einem Entwurf zur Organisation einer polytechnischen Schule.
Reichenbach starb am 21. Mai 1826 im Alter von 54 Jahren in München. Als Todesursache werden die Folgen eines Unfalls 1824 im Augsburger Wasserwerk vermutet, von dem er sich nicht erholte.

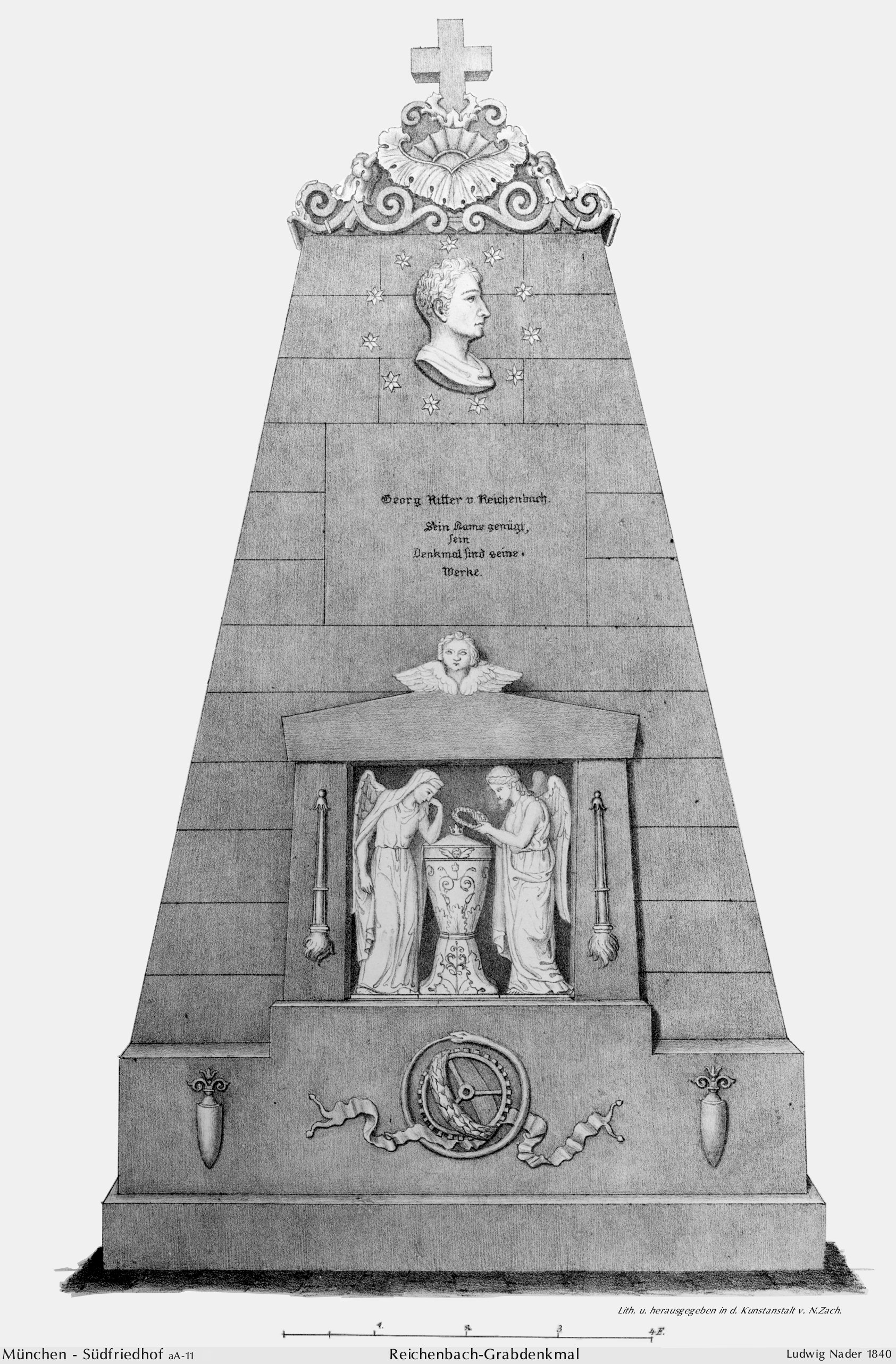
Abbildung des ursprünglichen Reichenbach-Grabdenkmals

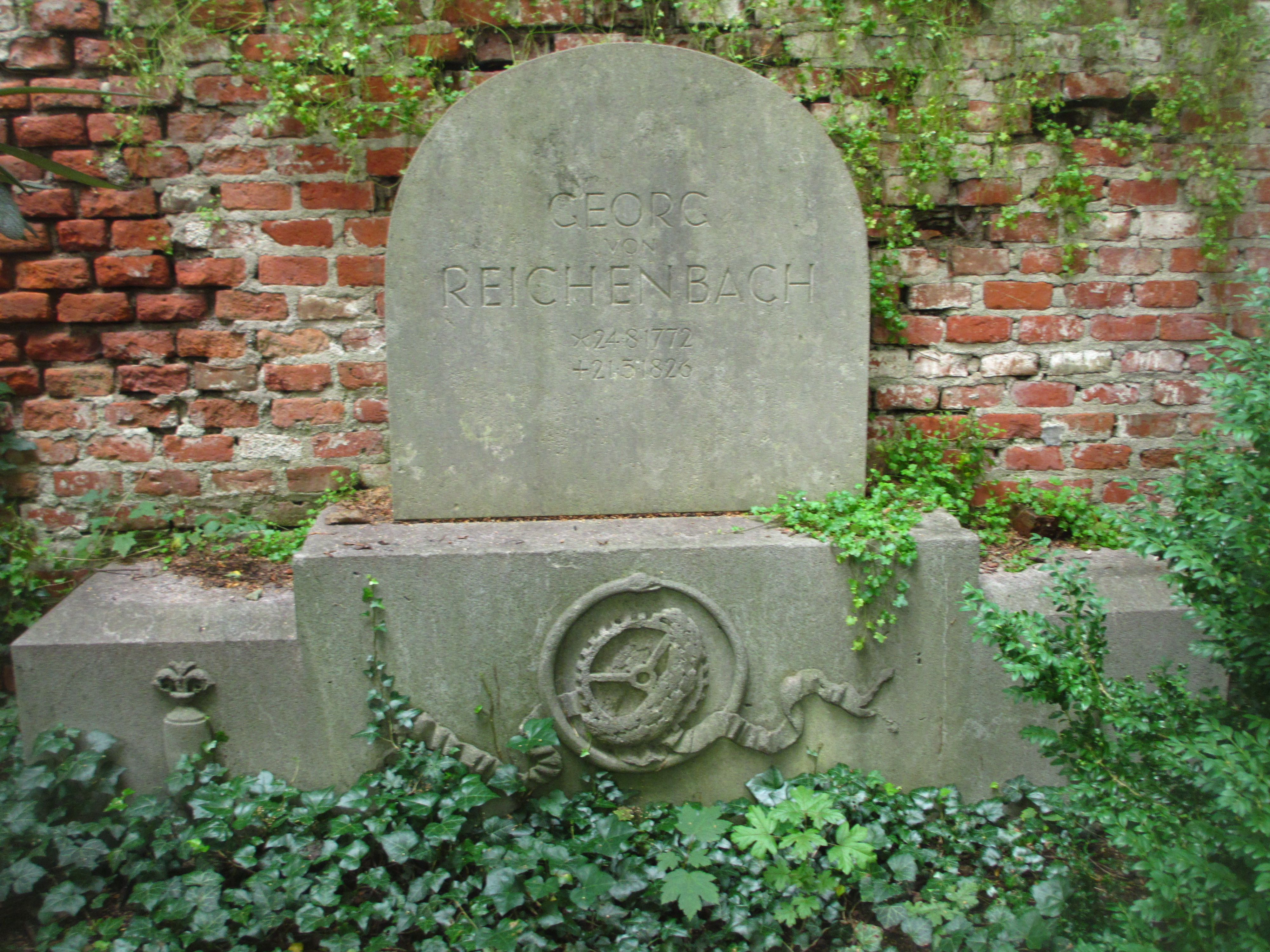
Grab (Reste des ehemaligen Arkadengrabes) von Georg Reichenbach auf dem Alten Südlichen Friedhof in München

## Grabstätte
Reichenbachs Grab befindet sich auf dem Alten Südlichen Friedhof in München (Alte Arkaden Platz 11 bei Gräberfeld 25; Standort). Unmittelbar links daneben (Platz 12) liegt der Optiker und Physiker Joseph von Fraunhofer begraben, mit dem er zusammengearbeitet hatte und der nur zwei Wochen nach Reichenbach verstorben ist. Das ursprüngliche Grab war ein Arkadengrab, das im Zweiten Weltkrieg bis auf den Sockel zerstört wurde. Es trug die Inschrift Sein Name genügt; sein Denkmal sind seine Werke. Der jetzige Grabstein ist ein Ersatzgrabstein auf dem ursprünglichen Sockel, der das im Nekrolog irrtümlich angegebene falsche Geburtsjahr trägt.

## Ehrungen

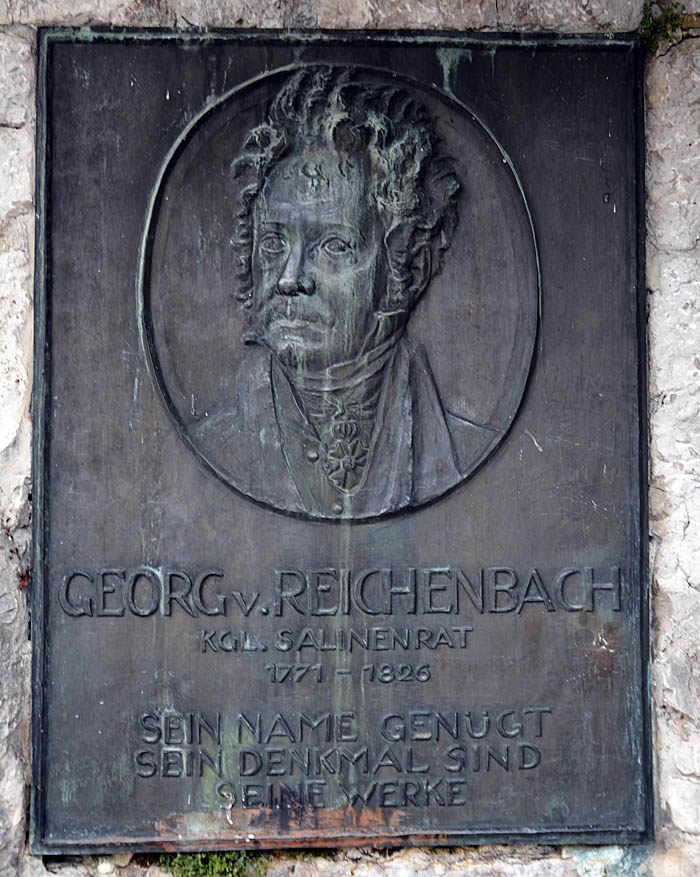
Gedenktafel in Berchtesgaden

Er wurde 1811 von König Maximilian I. zum Ritter und 1826 von König Ludwig I. zum Commandeur des Civil-Verdienst-Ordens ernannt, der im gleichen Jahr auch eine Gedenkmünze zur Ehrung von Reichenbach und Fraunhofer stiftete und später seine Büste in der Münchner Ruhmeshalle aufstellen ließ. 1823 wurde er Commandeur des Großherzoglich Sachsen-Weimarischen Falken-Ordens; er war Ritter des Kaiserl. Oesterreichischen Leopold-Ordens, des Königlich. Dänischen Dannebrog-Ordens und des Großherzogl. Badischen Zähringer-Löwen-Ordens.
1808 ernannte ihn die Bayerische Akademie der Wissenschaften zum außerordentlichen Mitglied, 1818 folgte die Ernennung zum ordentlichen Mitglied. Am 11. Dezember 1815 wurde er als korrespondierendes Mitglied in die Académie des sciences in Paris aufgenommen.
Nach Georg Reichenbach sind die von ihm entwickelten Reichenbachfäden benannt, die als Distanzstriche seither in jedem Theodolit eingebaut sind, sowie der spezielle Reichenbach-Distanzmesser mit genauem Höhenkreis.
Ihm zu Ehren erhielt der Mondkrater Reichenbach seinen Namen. In München wurden die Reichenbachbrücke, die Reichenbachstraße und der Reichenbachplatz nach ihm benannt, ebenso die Reichenbachstraße in Bad Reichenhall, in Berchtesgaden, in Mannheim und in Karlsruhe-Durlach.

## Sonstiges
Die Hoechst, Werk Gendorf, heute Chemiepark Gendorf, erwarb 1959 eine original Reichenbachpumpe und konnte sie, für Besucher und Interessenten, auch real betreiben – ohne elektrischen Fremdantrieb. Sie speiste einen Springbrunnen im Freigelände am Pumpenhaus. 2017 wurde sie der Stadt Traunstein als Geschenk überschrieben. Sie ist dort jetzt im Salinenpark ausgestellt. Die Wassersäulenmaschine an der Pfisterleite war im Deutschen Museum ausgestellt. Während der Museumsrenovierung ist der Saal aber geschlossen.

## Schriften
- Theorie der Brücken-Bögen und Vorschläge zu eisernen Brücken in jeder beliebigen Grösse. Lindauer, München 1811 (Volltext in der Google-Buchsuche).
- Beyträge zur Brückenbaukunde. Eigenverlag, München 1812 (Volltext in der Google-Buchsuche).

- Erklärung der von Herrn v. Baader herausgegebenen Bemerkungen über meine Verbesserungen der Dampfmaschine. Eigenverlag, München 1816 (19 Seiten).
Eine Entgegnung auf Joseph von Baaders Schrift: Bemerkungen über die von Hrn. v. Reichenbach angekündigte Verbesserung der Dampfmaschinen, und die Anwendung derselben auf Fuhrwerke. Franz Seraph Hübschmann, München 1816 (Volltext in der Google-Buchsuche)
- Berichtigung der von Herrn Mechanikus Jos. Liebherr in München abgegebenen Erklärung, über die Erfindung meiner Kreiseintheilungs-Methode. Eigenverlag, München 1821 (mit einer Beschreibung seiner Kreisteilmaschine auf S. 50–59 (Scan 20–29) mit Tafel I (Scan 31))

## Film
- Vom „Industriespion“ zum Erfindergenie. Georg Friedrich von Reichenbach. Dokumentation, Deutschland, 2005, 45 Min., Buch und Regie: Georg Antretter, Produktion: Bayerischer Rundfunk, BR-alpha, Reihe: Bayerische Industriepioniere, Erstsendung: 1. August 2005, Inhaltsangabe von themen-tv.de (Seite nicht mehr abrufbar, festgestellt im April 2018. Suche in Webarchiven)
Reichenbachs Porträt als der „Bahnbrecher des Maschinenzeitalters“ und als „bedeutendster Ingenieur der Frühindustrialisierung in Deutschland“.